# Komórki NK

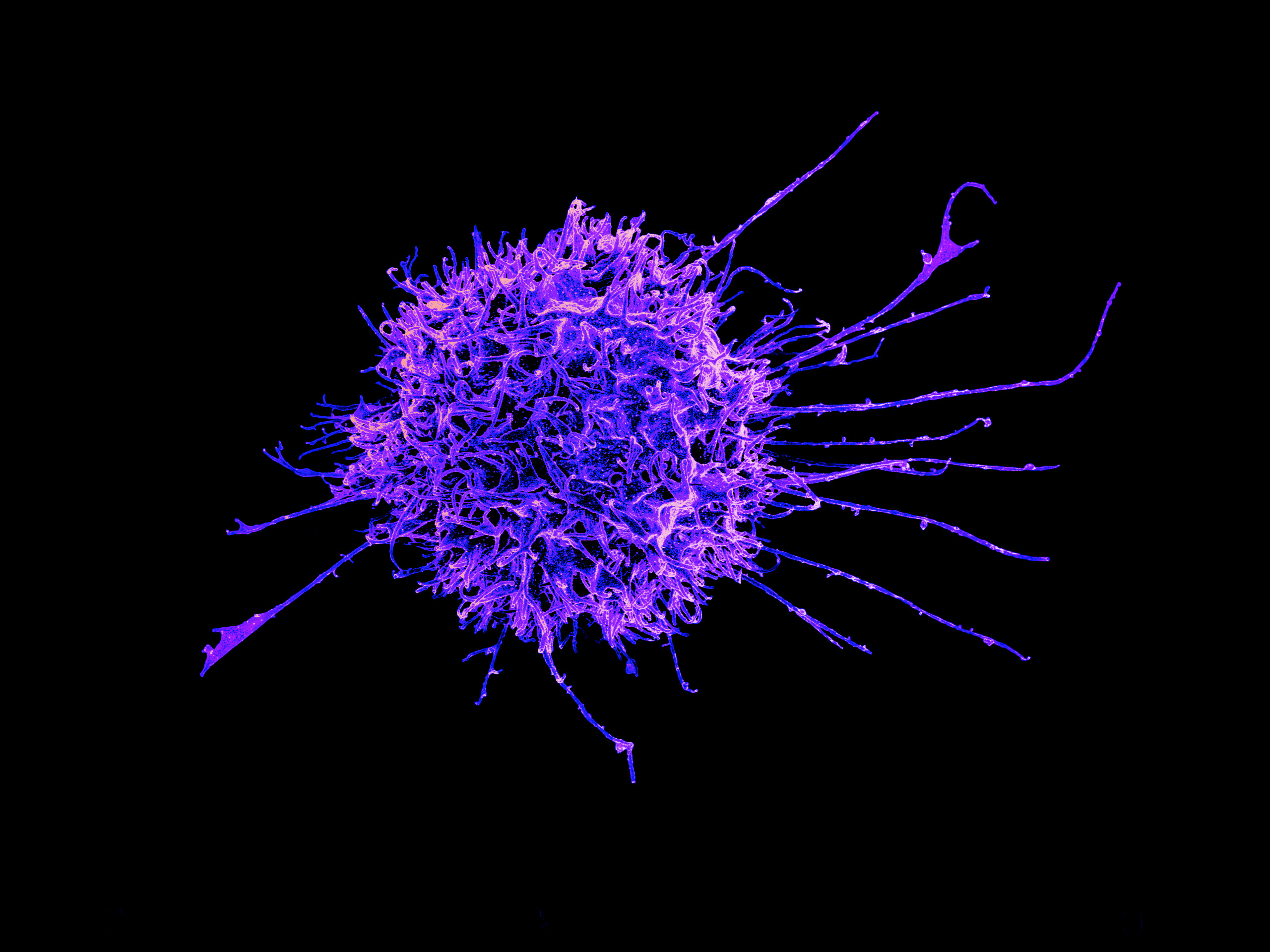
Ludzka komórka NK (Natural Killer Cell).

W immunologii komórki NK (ang. Natural Killer – „urodzeni” zabójcy) stanowią podstawową populację komórek układu odpornościowego posiadająca własności naturalnej cytotoksyczności. Chociaż są ważnym składnikiem przeciwzakaźnej i przeciwnowotworowej odporności nieswoistej, to wiele cech i funkcji wykazuje uderzające podobieństwo do limfocytów T. Według klasyfikacji opublikowanej w 2013 roku zaliczane są do nieswoistych komórek limfoidalnych.
W 1975 roku dokonano odkrycia, że u myszy, a także u ludzi istnieje szczególny rodzaj komórek, które odznaczają się występowaniem „naturalnej” czy inaczej spontanicznej (bez uprzedniej immunizacji) cytotoksyczności. Okazało się, że krew osób zdrowych, u których nie spodziewano się odpowiedzi przeciw komórkom nowotworowym, taką odpowiedź wykazuje i że jest ona silniejsza niż u osób chorych.
Efekt cytotoksyczny jest widoczny już po 4 godz. od kontaktu z antygenem i standardowo testuje się go na linii białaczkowej K562.

## Powstawanie komórek NK
Komórki NK pochodzą od komórki macierzystej krwiotworzenia (ang. hematopoietic stem cell, HSC) w szpiku kostnym i przez złożony wielostopniowy proces, z udziałem licznych czynników transkrypcyjnych (NFIL3, TOX1, ETS1, ID2) i IL-15, ulegają przekształceniu w pełni funkcjonalną postać.  Ustalono, że prekursory komórek NK mogą ulegać dalszemu różnicowaniu w tkankach i narządach poza szpikiem kostnym.
U ludzi, od multipotencjalnego prekursora, który można powiązać z wspólną progenitorową komórką limfopoezy pochodzą wszystkie klasy ILC. W następnej fazie  powstaje CILCP, a potem NK-restricted NKP. „Dojrzałe” komórki NK charakteryzują się ekspresją CD122, przy braku CD34 i CD127. Czynniki transkrypcyjne T-bet i Eomes konieczne są do uzyskania w pełni funkcjonalnych efektorowych komórek NK. 
Ze względu na ekspresję białka powierzchniowego CD56 można wyróżnić dwie subpopulacje komórek NK – CD56dim (cytotoksyczne) i CD56bright. Dwa aktywujące cytotoksyczność receptory NKp46 i NKp80 są obecne w obu populacjach.

## Funkcje i działanie
Głównymi funkcjami komórek NK jest udział we wczesnych fazach odpowiedzi nieswoistej oraz nadzorze immunologicznym. Poprzez działanie cytotoksyczne spełniają rolę niszczenia nieprawidłowych komórek: uszkodzonych, zainfekowanych przez wirusy lub wewnątrzkomórkowe patogeny i nowotworowych. 
W wyniku bezpośredniego kontaktu z docelowymi komórkami przez egzocytozę wyrzucona zostaje zawartość litycznych ziaren cytotoksycznych z cytoplazmy komórek NK, które zawierają liczne białka m.in. perforynę, granzymy, granulizynę (u ludzi), które doprowadzają do destrukcji komórki docelowej. Dochodzi do tego przez aktywację kaspaz i uruchomienie procesu apoptozy lub zniszczenie komórki bez udziału kaspaz. W inny sposób może dojść do pobudzenia receptorów śmierci na komórkach docelowych (Fas/CD95) przez ligandy będące „na wyposażeniu” komórek NK i zainicjowanie apoptozy.
Duży śmiercionośny potencjał komórek NK musi podlegać kontroli przez sprawne mechanizmy aktywujące je w odpowiednich sytuacjach, jak i hamujące je jeśli jest to konieczne.
Po ich aktywacji wydzielanych jest szereg cytokin interferon-γ (IFN-γ), TNF-α, GM-CSF i chemokiny (CCL1, CCL2, CCL3, CCL4, CCL5, and CXCL8), których działanie może modulować dalszy przebieg zarówno odpowiedzi immunologicznej nieswoistej i swoistej. Są w stanie zarówno pobudzać, jak i hamować wpływając na komórki immunologiczne, np. na makrofagi czy limfocyty T.
Komórki NK podlegają aktywacji, gdy komórka nie ma na swojej powierzchni białek MHC klasy I, bądź gdy ich stężenie jest obniżone. Taka sytuacja jest powszechna przy zakażeniach wirusowych oraz w przypadku komórek nowotworowych.
Komórki NK pod względem cech morfologicznych są podobne do dużych ziarnistych limfocytów (LGL, ang. Large Granular Lymphocyte), o nerkowatym jądrze. Natomiast pod względem  powierzchniowych markerów białkowych określa się je jako CD56+CD3- co znaczy, że posiadają marker CD56, przy jednoczesnym braku markera CD3.
Komórki NK silnie reagują na niektóre cytokiny: IL-2, IL-4, IFN-α i IFN-β. Hamująco działają: prostaglandyna E2 oraz TGF-β.
Zaobserwowano, że komórki NK są mniej aktywne u ludzi przebywających w przestrzeni kosmicznej.